# La Mata, Sánchez Ramírez
La Mata är en kommun i Dominikanska republiken.   Den ligger i provinsen Sánchez Ramírez, i den centrala delen av landet, 70 km norr om huvudstaden Santo Domingo. Antalet invånare är i kommunen är cirka 39 000.
Terrängen runt La Mata är huvudsakligen platt, men söderut är den kuperad. La Mata är det största samhället i trakten. Omgivningarna runt La Mata är en mosaik av jordbruksmark och naturlig växtlighet.